# The Puppet Crown
The Puppet Crown er en amerikansk stumfilm fra 1915 af George Melford.

## Medvirkende
- Ina Claire som Alexia.
- Carlyle Blackwell som Bob Carewe.
- Chris Lynton som Leopold.
- Cleo Ridgely som Sylvia.
- Horace B. Carpenter som Mallendorf.